# Jo Schöpfer

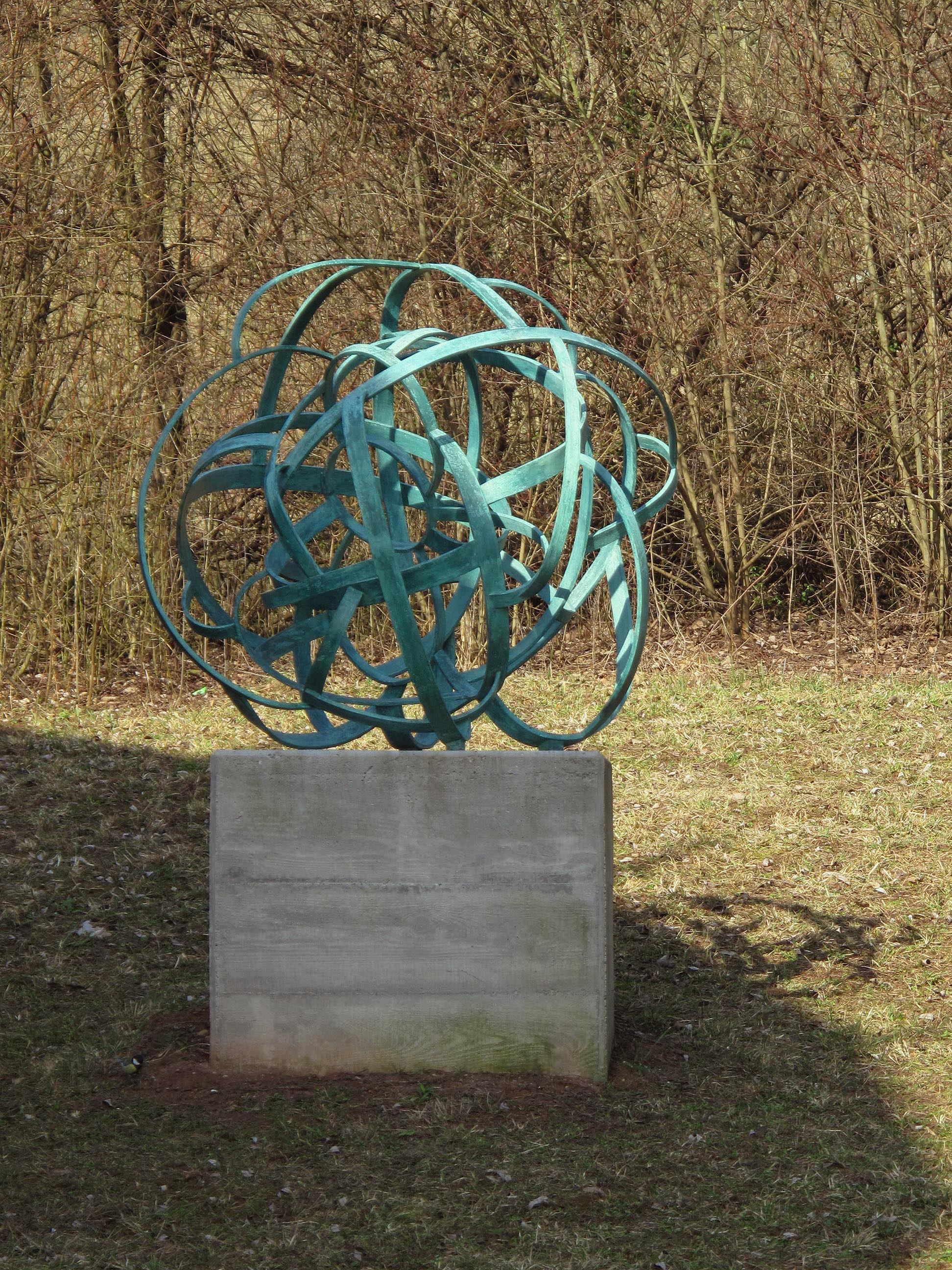
Skulptur von Jo Schöpfer in Tübingen (2001/2001)

Jo Schöpfer (* 1951 in Coburg) ist ein deutscher Bildhauer.

## Leben
Vor Beginn seines Studiums war Jo Schöpfer von 1973 bis 1974  im Architekturbüro Günter Behnisch in Stuttgart. Von 1974 bis 1980 studierte er Bildhauerei bei Professor Herbert Baumann an der Staatlichen Akademie der Bildenden Künste Stuttgart und Kunstgeschichte an der Universität Stuttgart. 1985 arbeitete er für die  Arbeit  Kunststiftung Baden-Württemberg. Von 1985 bis 1990 war er Dozent an der Fakultät für Architektur an der Universität Karlsruhe. 
Sein Werk verknüpft häufig grenzüberschreitend Architektur und Bildhauerkunst. 
Schöpfer wohnt und arbeitet seit 1996 in Berlin. Von 2002 bis 2012 war er Vorstandsmitglied des Deutschen Künstlerbundes.

## Auszeichnungen
- 1986 Phillip-Morris-Preis
- 1987 bis 1988 Rompreis Villa Massimo

## Ausstellungen
- 1991: Städtische Galerie Göppingen in Göppingen
- 1995: Städtische Galerie Altes Theater in Ravensburg
- 1996: Museum Folkwang in Essen
- 1999: Niederrheinischer Kunstverein in Kalkar
- 2003: Galerie Nicole Schlégl in Zürich
- 2008: Galerie Michael Sturm in Stuttgart

## Werke (Auswahl)
- Turm (1985), Wertwieserpark in Heilbronn
- Pavillon (1987), Bad Cannstatt
- Paravent (1989), Sommerhofental in Sindelfingen
- Stele (1990), Skulpturenensemble Moltkeplatz Essen in Essen (particulier bezit)
- Ohne Titel[2] (1994), Skulpturenpark Im Tal im Westerwald
- Brunnen (1991), Marktplatz in Stuttgart-Bad Cannstatt
- Tisch, Skulptur und Platzgestaltung (1992), Haus auf der Alb in Bad Urach
- Brunnenanlage (1994), Verwaltungszentrale der LBS Württemberg
- 3 Skulpturen (1997), Universitätsklinikum in Regensburg
- 4 Skulpturen (1998), Grand Hyatt Hotel Potsdamer Platz in Berlin
- Wandgestaltung (2000), Bertelsmann-Pavillon, Weltausstellung Expo 2000 in Hannover
- Wandgestaltung und Skulptur (2000/01), Anatomisches Institut in Tübingen
- Wandgestaltung (2001), Finanzamt I, Rotebühlbau in Stuttgart
- Formgebender Eintritt (2004), Kreisverwaltung Paderborn in Paderborn
- Türgriffe (2007), Haus der Kirche in Heilbronn

## Fotogalerie

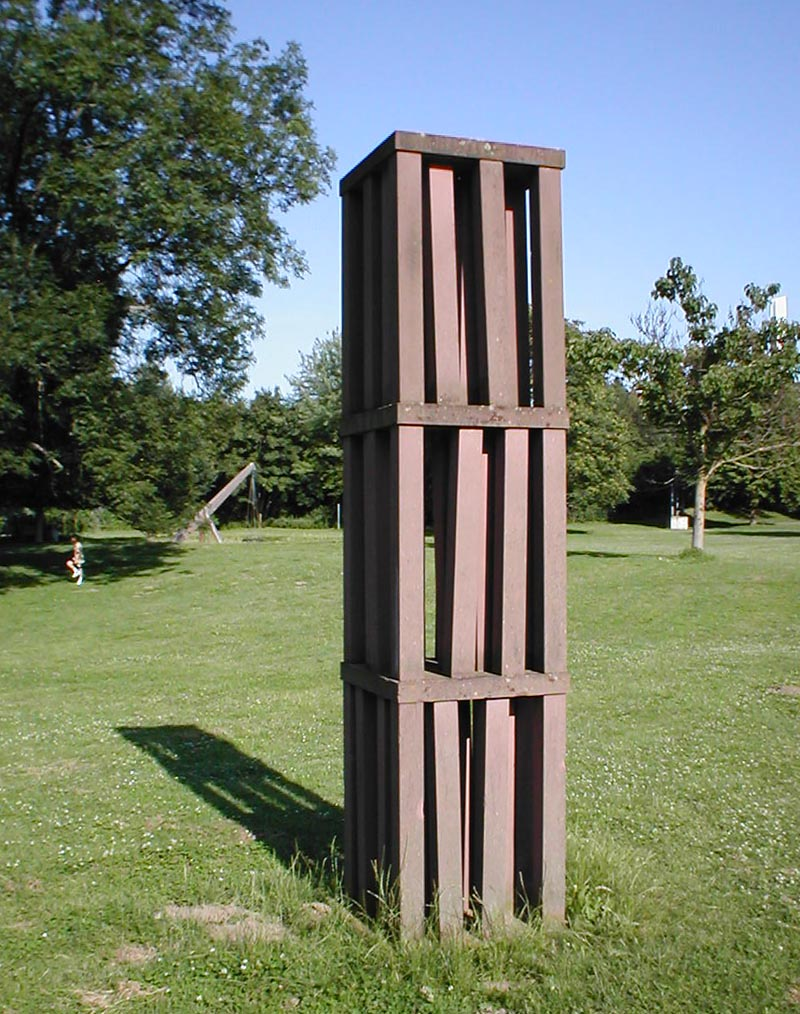
Turm (1985), Heilbronn
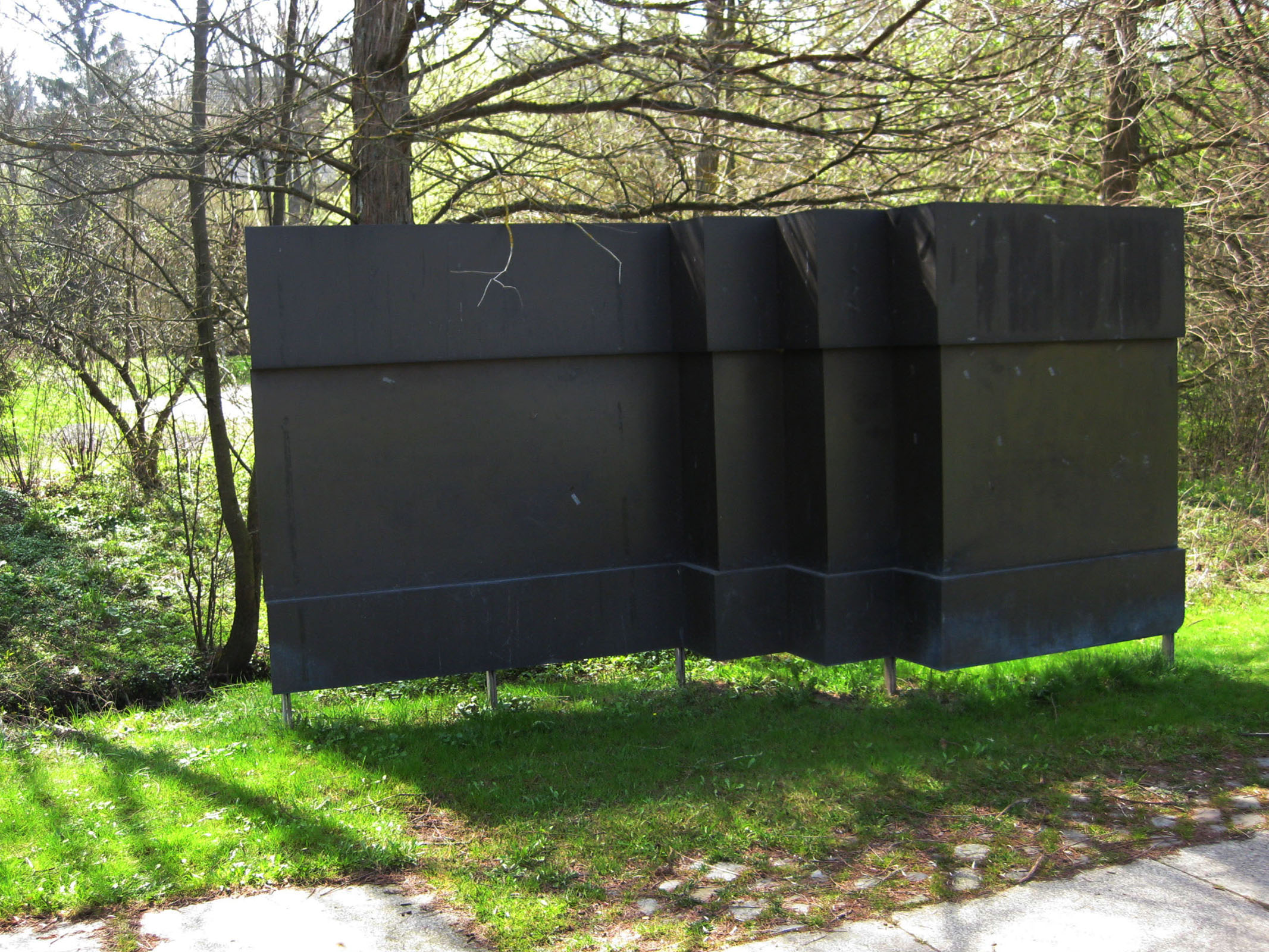
Paravent (1989), Sindelfingen
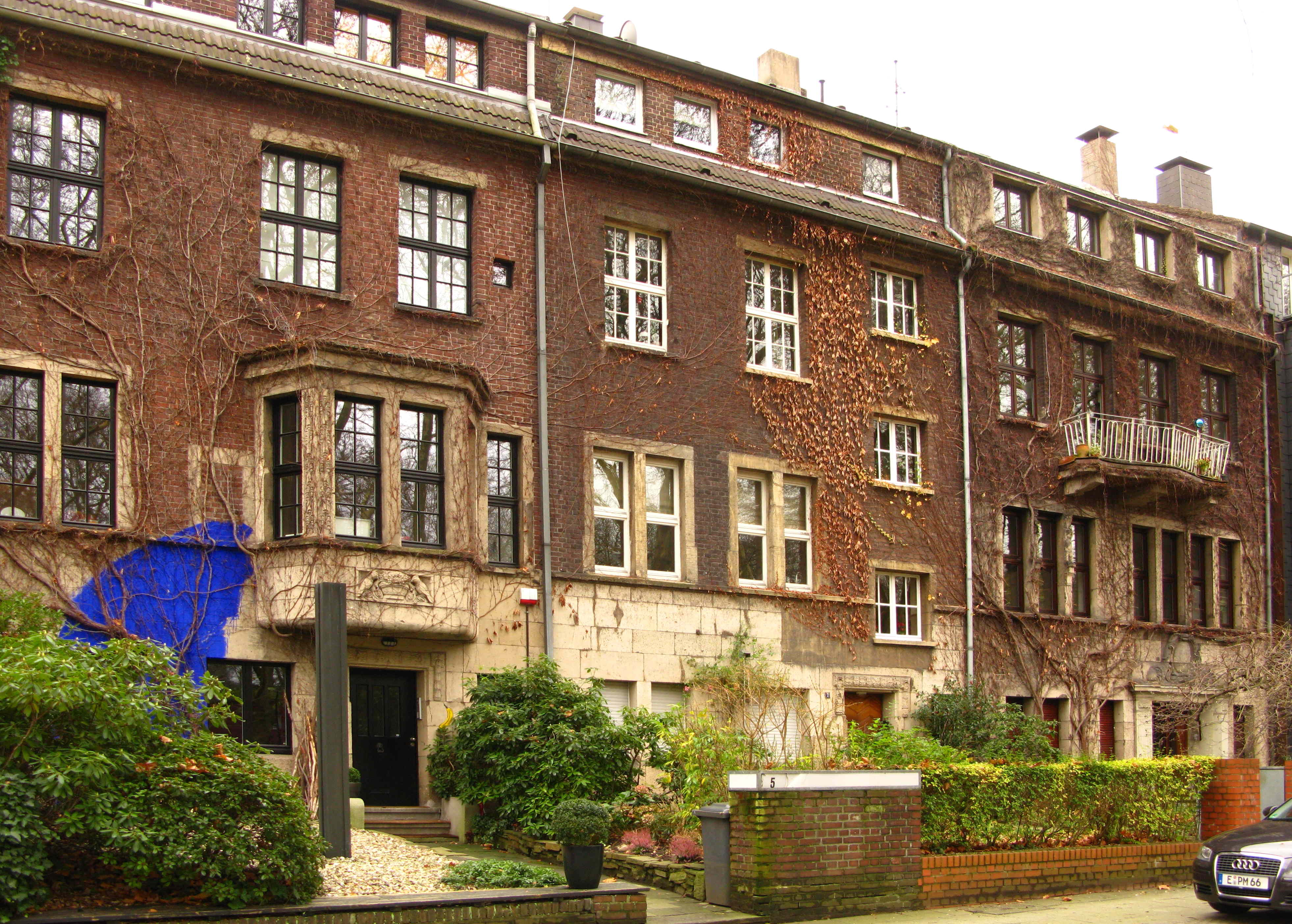
Stele (1990), Essen